# Молода Естонія
«Молода Естонія» (ест. «Noor-Eesti») — естонське літературне угрупування, організоване в Тарту в 1903—1904 роках. Її девізом було «Зостаньмося естонцями, але станьмо і європейцями!».
Серед представників «Молодої Естонії» були письменники, художники та діячі культури: Ґустав Суйтс, Кріст'ян Рауд, Ніколай Трійк, Антон Гансен Таммсааре, Йоганнес Аавік та інші.
«Noor-Eesti» видали:
- 5 літературних збірників «Молода Естонія» (1905, 1907, 1909, 1912, 1915);
- збірник «В дні боротьби» (1906);
- журнали «Молода Естонія» (1910), «Вільне слово» (1914—1916);
- журнал «Вільне слово» (1914—1915).

1913 року засновано видавництво «Noor-Eesti» та створено раду акціонерів, що керувала його політикою. До 1940 року видавництво випустило близько 1400 видань. «Noor-Eesti» тісно співпрацювало з естонським письменником Оскаром Лутсом, видавши 92 його книги.